# مک‌اواس
مک‌اواس (به انگلیسی: macOS، ‎/ˌmækoʊˈɛs/‎) (با نام‌های قبلی Mac OS X و سپس OS X) یک سری از سیستم‌عامل‌های یونیکس‌بنیان گرافیکی است که توسط شرکت اپل توسعه، عرضه و فروخته می‌شود. این سیستم‌عامل به صورت انحصاری بر روی کامپیوترهای مکینتاش و تمام مک‌هایی که از سال ۲۰۰۲ عرضه شده‌اند اجرا می‌شود. مک او اس بعد از مایکروسافت ویندوز، دومین سیستم عامل مورد استفاده در جهان در زمینهٔ دسکتاپ (رایانهٔ شخصی) است.
هستهٔ این سیستم‌عامل نوعی یونیکس بر اساس بی‌اس‌دی بوده که توانایی اجرای نسخه‌های بازنویسی‌شده از نرم‌افزارهای متن‌باز را دارد و به نام «داروین» شناخته می‌شود. این سیستم‌عامل همچنین از رابط گرافیکی پیشرفته‌ای بنام آکوا (Aqua) بهره می‌برد.
مک‌اواس بنیان نهاده شده است بر روی تکنولوژی‌های توسعه‌یافته در شرکت نکست بین ۱۹۸۵ تا ۱۹۹۷، سپس شرکت نکست با شرکت اپل ادغام شد. حرف X در نام این سیستم‌عامل به عنوان رقم ده تلفظ می‌شود؛ برگرفته از عددنویسی رومی.

## نسخه‌ها
نسخه‌های این سیستم‌عامل عبارتند از:
- ۲۶ مشهور به Tahoe
- ۱۵ مشهور به Sequioa
- ۱۴ مشهور به Sonoma
- ۱۳ مشهور به Ventura
- ۱۲ مشهور به مانتری
- ۱۱ مشهور به بیگ سور
- ۱۰٫۱۵ مشهور به Catalina
- ۱۰٫۱۴ مشهور به Mojave
- ۱۰٫۱۳ مشهور به High Sierra
- ۱۰٫۱۲ مشهور به سیرا
- ۱۰٫۱۱ مشهور به El Capitan
- ۱۰٫۱۰ مشهور به یوسمیت
- ۱۰٫۹ مشهور به موریکس
- ۱۰٫۸ - مشهور به Mountain Lion
- ۱۰٫۷ - مشهور به Lion
- ۱۰٫۶ - مشهور به Snow Leopard
- ۱۰٫۵ - مشهور به Leopard
- ۱۰٫۴ - مشهور به Tiger
- ۱۰٫۳ - مشهور به Panther
- ۱۰٫۲ - مشهور به Jaguar
- ۱۰٫۱ - مشهور به Cheetah/Puma

## صفحات مرتبط
- اواس‌ده موریکس
- او اس ده یوسمیت